# Veintisiete de Noviembre
O Distrito peruano de Veintisiete de Noviembre é um dos doze distritos que formam a Província de Huaral, situada na Região de Lima.

## Transporte
O distrito de Veintisiete de Noviembre é servido pela seguinte rodovia:
- PE-20C, que liga o distrito de Aucallama à cidade de Huayllay (Região de Pasco)[2][3][4]